# Баттипалья
Баттипа́лья (итал. Battipaglia) — город в Италии, располагается в области Кампания, в провинции Салерно.
Население составляет 50 925 человек (на 2019 г.), плотность населения составляет 895,78 чел./км². Занимает площадь 56,85 км². Почтовый индекс — 84091. Телефонный код — 0828.
Покровительницей города почитается Пресвятая Богородица (Santa Maria della Speranza), празднование 2 июля.

## Столица моцареллы
Большая часть моцареллы из молока средиземноморских водяных буйволов (итал. mozzarella di bufalo) производится в области Кампания, между Неаполем и рекой Селе, в районе, включающем такие известные города, как Казерта, Салерно и Пестум, регионе Великой Греции, где сохранились дорические храмы VI—V веков до н. э. Район окружен плоскими болотистыми равнинами, идеально подходящими для разведения буйволов, являющихся потомками индийских водяных буйволов, завезённых через Грецию в 600 годах нашей эры. Баттипалья является сердцем региона производства моцареллы, в городе расположено наибольшее количество мелких и крупных её производств, но всё же больший объём продукции всё ещё производят небольшие семейные предприятия — казефичио (итал. caseificio), где технологии передаются из поколения в поколение. 